# Fraudella carassiops
Fraudella carassiops es una especie de peces de la familia Plesiopidae en el orden de los Perciformes.

## Distribución geográfica
Se encuentra en Australia.